# Pražské Předměstí (Vysoké Mýto)
Pražské Předměstí (německy Prager Vorstadt) je část města Vysoké Mýto v okrese Ústí nad Orlicí. Nachází se na severu Vysokého Mýta. Prochází zde silnice I/35. V roce 2009 zde bylo evidováno 514 adres. V roce 2001 zde trvale žilo 3002 obyvatel.
Pražské Předměstí leží v katastrálním území Vysoké Mýto o výměře 27,55 km2.